# East Broadway Run Down
Albums de Sonny Rollins
Alfie
(1966) Next Album
(1972)
East Broadway Run Down est un album du saxophoniste ténor Sonny Rollins sorti en 1966 sous le label Impulse!. Rollins réuni ici un quartet et s'accompagne de deux membres de la section rythmique de John Coltrane, le contrebassiste Jimmy Garrison et le batteur  Elvin Jones ; il ajoute enfin la trompette de Freddie Hubbard sur le titre éponyme. Cet album est le dernier réalisé pour ce label et comme avec l'album Our Man in Jazz montre par son style une volonté d'explorer la nouvelle tendance avant-gardiste. On y retrouve cependant le swing et les sonorités mélodiques caractéristique du jeu de Rollins.

## Contexte
Après avoir composé et interprété l'album Alfie pour le film du même nom l'année précédente, cet album est la dernière session d'enregistrement de Rollins des années 1960 ainsi que pour ce label, clôturant un quatrième album. Après avoir passé cinq mois en Inde en 1968, il quitte ensuite une nouvelle fois la scène musicale de septembre 1969 à novembre 1971 pour se ressourcer, déçu par les préoccupations commerciales de l'industrie du disque.

## Titres
L'album est constitué de deux compositions de Rollins et d'une reprise issue d'une comédie musicale de Broadway des années 1950 composée par Richard Rodgers, interprétée ici comme une ballade.
| N° | Titre                  | Compositeur                           | Durée |
| -- | ---------------------- | ------------------------------------- | ----- |
| 1. | East Broadway Run Down | Sonny Rollins                         | 20:27 |
| 2. | Blessing in Disguise   | Sonny Rollins                         | 12:27 |
| 3. | We Kiss in a Shadow    | Oscar Hammerstein II, Richard Rodgers | 5:40  |

## Enregistrement
Les morceaux sont enregistrés le 9 mai 1966 au Van Gelder Studio à Englewood Cliffs (New Jersey).
| Musicien        | Instrument      |  | Équipe technique |                          |
| --------------- | --------------- |  | ---------------- | ------------------------ |
| Sonny Rollins   | saxophone ténor |  | Bob Thiele       | Producteur, photographie |
| Jimmy Garrison  | contrebasse     |  | Nat Hentoff      | Liner notes              |
| Freddie Hubbard | trompette       |  | Rudy Van Gelder  | Ingenieur du son         |
| Elvin Jones     | batterie        |  | Charles Stewart  | Photographie, couverture |